# Агаева, Таза Фейзулла кызы
Таза Фейзулла кызы Агаева (азерб. Təzə Feyzulla oğlu Ağayeva; 10 апреля 1927, Шемахинский уезд — 10 марта 1968, Кюрдамирский район) — советский азербайджанский хлопковод, Герой Социалистического Труда (1950).

## Биография
Родилась 10 апреля 1927 года в селе Арабахана Шемахинского уезда Азербайджанской ССР (ныне Кюрдамирский район).
В 1943—1956 годах колхозница, звеньевая колхоза имени Орджоникидзе Кюрдамирского района, в 1956—1959 годах колхозница колхоза «Ширван» Кюрдамирского района Азербайджанской ССР. В 1949 году получила высокий урожай хлопка — 67,1 центнеров с гектара на площади 6 гектаров.
Указом Президиума Верховного Совета СССР от 12 июля 1950 года за получение высоких урожаев хлопка на поливных землях в 1949 году Агаевой Таза Фейзулла кызы присвоено звание Героя Социалистического Труда с вручением ордена Ленина и золотой медали «Серп и Молот».
Активно участвовала в общественной жизни Азербайджана. Член КПСС с 1953 года.
Скончалась 19 марта 1968 года в родном селе.